# Avco World Trophy

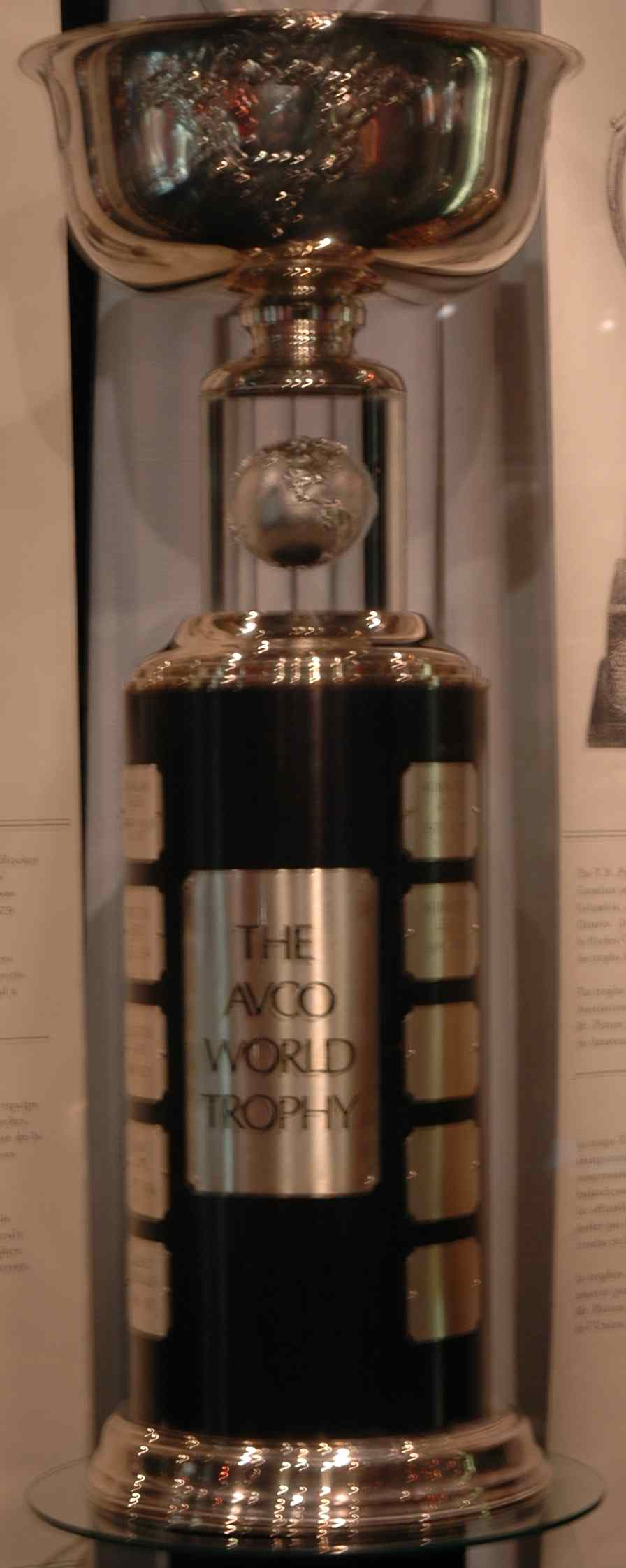
Heute steht die Avco World Trophy in der Hockey Hall of Fame in Toronto

Die Avco World Trophy war der Meisterschaftspokal der nordamerikanischen Eishockeyliga World Hockey Association (zwischen 1972 und 1979). Die Namensrechte des Pokals wurden an die Avco Corporation verkauft. Die Trophäe wurde beeinflusst durch bereits bestehende Eishockeypokale und war mehr oder weniger eine Kopie von ihnen. Sie erreichte nie die Bedeutung oder die Emotionen, mit denen der Konterpart aus der National Hockey League verbunden wurde, und erst recht nicht die jahrzehntelange Geschichte und das Prestige des Stanley Cup.
Berühmtheit erlangte der Pokal allerhöchstens durch seine Abstinenz. So war er zum Ende der ersten Saison 1973 noch nicht fertiggestellt und die Spieler des frischgebackenen Meisters New England Whalers mussten ohne Trophäe ihre Meisterschaft feiern.
1972 spendete die Avco Corporation den Pokal der WHA zusammen mit geschätzten 500.000 Dollar. Die WHA wurde dadurch die einzige große Sportliga in Nordamerika, deren Pokal den Namen eines privaten Unternehmens trug. Es existieren drei Avco World Trophies. Neben derjenigen, die in der Hockey Hall of Fame ausgestellt ist, gibt es zwei weitere in Nova Scotia und Winnipeg. Nach dem Aus der WHA 1979 wurde keine weitere Trophäe vergeben. Eishockey-Legende Bobby Hull führte seine Winnipeg Jets zu drei Meisterschaften, Gordie Howe, einer der besten Spieler aller Zeiten, die Houston Aeros zu zwei Titelgewinnen.
Der Pokal wurde gestaltet von Frank Bonnerkopf of Boise, der den Auftrag zur Gestaltung bekam, nachdem er das Haus des Avco-Vorstands eingerichtet hatte.

## Gewinner der Avco World Trophy
| Jahr | Team                |
| ---- | ------------------- |
| 1979 | Winnipeg Jets       |
| 1978 | Winnipeg Jets       |
| 1977 | Nordiques de Québec |
| 1976 | Winnipeg Jets       |
| 1975 | Houston Aeros       |
| 1974 | Houston Aeros       |
| 1973 | New England Whalers |